# DDBJ
DDBJ или DNA Data Bank of Japan — японская база данных ДНК.
Представляет собой электронный ресурс с информацией о нуклеотидных последовательностях, относящихся к различным генам и организмам. Описание каждой последовательности включает в себя: номер в базе данных, видовую принадлежность, источник ДНК (линейный материал, клон, географическое происхождение взятой для анализа особи), фамилии и инициалы исследователей, которые получили эти последовательности и опубликовали по ним научные работы, описание последовательности, её функциональной нагрузки (в случае кодирующей последовательности — приводится соответствующая аминокислотная последовательность), и собственно нуклеотидная последовательность.
Эта база данных по представленным нуклеотидным последовательностям полностью идентична европейской и американской (GenBank) базам данных ДНК; все три базы данных входят в INSDC (International Nucleotide Sequence Database Collaboration) — международную систему баз данных ДНК.